# Vini Poncia
Vincent Poncia Jr., detto Vini (29 aprile 1942), è un musicista e produttore discografico statunitense.

## Carriera
Negli anni '60 ha formato un team di parolieri con Peter Anders. Ha collaborato con The Ronettes, Bobby Bloom, Darlene Love ed è stato membro di The Innocence e The Trade Winds.
Negli anni '70 ha iniziato a lavorare con Ringo Starr, collaborando in diversi dischi dell'ex Beatles come Ringo (1973), Goodnight Vienna (1974), Ringo's Rotogravure (1976), Ringo the 4th (1977) e Bad Boy.
Inoltre ha scritto canzoni per Leo Sayer (tra cui la celebre hit You Make Me Feel Like Dancing, scritta assieme allo stesso Sayer), Tommy James, Martha Reeves e Jackie DeShannon. Ha prodotto album per Melissa Manchester, Lynda Carter, Peter Criss, Tycoon, Scandal e Kiss (Dynasty e Unmasked).